# Renealmia
- Commons
- Wikispecies

Renealmia L.f. é um género botânico pertencente à família Zingiberaceae.

## Espécies
| - Renealmia acreana - Renealmia africana - Renealmia albiflora - Renealmia albo-rosea - Renealmia alpinia - Renealmia aurantifera | - Renealmia cernua - Renealmia dolichocalyx - Renealmia oligotricha - Renealmia sessilifolia - Renealmia thrysoides |

- Lista completa

## Classificação do gênero
| Sistema | Classificação                     | Referência               |
| ------- | --------------------------------- | ------------------------ |
| Linné   | Classe Hexandria, ordem Monogynia | Species plantarum (1753) |